# كرزا (الخليل)
كرزا هي قرية فلسطينية تقع في محافظة الخليل جنوب الضفة الغربية. بلغ عدد سكانها في عام 2017 نحو 943 نسمة وفق جهاز الإحصاء المركزي الفلسطيني. وقعت القرية تحت الاحتلال الإسرائيلي بعد حرب 1967.

## التسمية
سُميت القرية بهذا الاسم نسبةً إلى شهرتها سابقًا ببساتين الكرزا.

## الجغرافيا
تُعد كرزا إحدى قرى منطقة دورا في محافظة الخليل. تقع القرية إلى الجنوب الغربي من مدينة الخليل على بُعد 13 كم هوائية، ويحدها من الشرق تجمع أبو العسجا وأبو الغزلان، ومن الشمال قرية حدب العلقة، ومن الغرب قرية دير العسل، ومن الجنوب مدينة الظاهرية. تقع القرية على ارتفاع 675 مترًا فوق سطح البحر.

## السكان
يعود أصل سكان القرية إلى مدينة دورا.
| السنة      | التعداد الفلسطيني (1997) | التعداد الفلسطيني (2007) | التعداد الفلسطيني (2017) |
| ---------- | ------------------------ | ------------------------ | ------------------------ |
| عدد السكان | 559                      | 759                      | 943                      |